# 桑卡尤尼山
16°8′27″S 68°11′24″W / 16.14083°S 68.19000°W
桑卡尤尼山（Sankayuni），是玻利維亞的山峰，位於該國西部拉巴斯省的佩德羅多明戈穆里略省，處於漢科卡爾卡山東南面、烏柳馬尼山和錢庫尼山以西、孔多里里山東北面，屬於安第斯山脈中玻利維亞瑞阿爾山脈的一部分，海拔高度4,646米。